# Gramotne
Gramotne – kolonia wsi Rybaki w Polsce położona w województwie podlaskim, w powiecie hajnowskim, w gminie Narew. 
W latach 1975−1998 miejscowość administracyjnie należała do województwa białostockiego.
Prawosławni mieszkańcy wsi należą do parafii Podwyższenia Krzyża Pańskiego w Narwi.